# Iva (Plantae)
Iva  (hrvatski iva; lat. Iva), bilji rod  iz porodice glavočika. Domovina mu je Sjeverna Amerika.
Na popisu je 10 vrsta. U Hrvatskoj vrsta nazivana žutolisna iva priznata je kao Cyclachaena xanthiifolia, sinonim joj je  I. xanthiifolia, autohtona u SAD–u, Kanadi, a uvezena je u Europu, i neke dijelove Azije.
Poznata biljka trava iva, nije u nikakvoj vezi sa ovim rodom, i predstavnik je porodice usnača i roda Teucrium.

## Vrste
1. Iva annua L.
2. Iva asperifolia Less.
3. Iva axillaris Pursh
4. Iva cheiranthifolia Kunth
5. Iva corbinii B.L.Turner
6. Iva frutescens L.
7. Iva hayesiana A.Gray
8. Iva imbricata Walter
9. Iva microcephala Nutt.
10. Iva texensis R.C.Jacks.